# Hongdu JL-10
Hongdu JL-10, u početku poznat kao Hongdu L-15 Falcon, nadzvučni je napredni mlazni školski i laki borbeni zrakoplov koji je razvila Hongdu Aviation Industry Corporation (HAIC). Zračne snage Narodne oslobodilačke vojske Kine (PLAAF) koriste ga kao početni borbeni trenažer (LIFT).

## Dizajn
L-15 koristi fly-by-wire (FBW) i stakleni kokpit.
Prototipove zrakoplova pokretali su turboventilatorski motori Lotarev DV-2.
L-15A pokreće Ivchenko-Progress AI-222-25 i ima sedam podvjesnih nosača za oružje, šest pod krilima i jednog pod trupom, ukupne nosivosti 3000 kg. Nadzvučnu varijantu L-15B naprednog borbeno-trenažnog aviona pokreće AI-222K-25 sa komorom za dodatno izgaranje (afterburner).
Laki jurišni zrakoplov L-15B pokreće AI-222K-25F za najveću brzinu od 1,4 Macha. U usporedbi s L-15A, L-15B ima kraću duljinu polijetanja i slijetanja te dva podvjesna nosača više.
L-15A i L-15B koriste PESA radar.

## Inačice
- L-15AW: podzvučna napredna inačica sa sedam učvršćenja. Prethodno na tržištu znana kao L-15A.[2][3]
- L-15 napredni borbeni borbeni avion: Nadzvučna varijanta L-15A.[5]
- L-15Z: Oznaka L-15 naprednog borbenog zrakoplova u službi Zambijskih zračnih snaga.[5]
- L-15B: Nadzvučna laka napadačka varijanta s devet učvršćenja.[6]
- JL-10: PLAAF oznaka.[7]

## Specifikacije (L-15B)
- Posada: 2
- Pogon: 2 × Ivchenko-Progress AI-222K-25F turboventilatorska motora s naknadnim izgaranjem

### Performanse
- Najveća brzina: Mach 1,4

### Naoružanje
- Čvrste točke: 9
- Rakete: rakete zrak-zrak SD-10, rakete zrak-zrak PL-8
- Bombe: satelitski vođene bombe LS-6

### Avionika
- PESA radar[6]